# Ново село (Паяк)
Вижте пояснителната страница за други значения на Ново село.
Ново село (на гръцки: Λιθαριά, Литария, до 1926 година Γενήκιοϊ, Йеникьой) е село в Егейска Македония, Гърция, област Централна Македония, дем Въртокоп.

## География
Селото е разположено на 230 m в западното подножие на планината Паяк (Пайко).

## История

### В Османската империя
В началото на XX век Ново село е българско село в Ениджевардарска кааза на Османската империя. Според статистиката на Васил Кънчов („Македония. Етнография и статистика“) в 1900 година Ново село има 65 жители българи и 250 турци.
По данни на секретаря на Българската екзархия Димитър Мишев („La Macédoine et sa Population Chrétienne“) в 1905 година в Ново село (Novo-Selo) има 80 българи екзархисти.

### В Гърция
По време на Балканската война в 1912 година в селото влизат гръцки части и селото остава в Гърция след Междусъюзническата война в 1913 година. 
Боривое Милоевич споменава в 1921 година („Южна Македония“) две села с името Ново Село - едното има 2 къщи християни славяни, а другото е с 6 къщи славяни християни.
След Гръцко-турската война в 1922 година в него са настанени гърци бежанци. В 1926 година селото е прекръстено на Литария. В 1928 година селото е смесено местно-бежанско с 19 бежански семейства и 72 жители бежанци. Според други данни бежанците са 70.
Според статистиката на Народоосвободителния фронт от 1947 година в селото има 26 местни и 126 бежанци. По време на Гражданската война през зимата на 1947 година властите изселват жителите в Мандалево. След войната населението се връща. Постепенно жителите му мигрират към големите градове.
| Година    | 1913 | 1920 | 1928 | 1940 | 1951 | 1961 | 1971 | 1981 | 1991 | 2001 | 2011 | 2021 |
| --------- | ---- | ---- | ---- | ---- | ---- | ---- | ---- | ---- | ---- | ---- | ---- | ---- |
| Население | 25   | 26   | 114  | 156  | 153  | 224  | 115  | 24   | 10   | 6    | 1    | 3    |